# Рошоло деј Марзи
Рошоло деј Марзи (итал. Rosciolo dei Marsi) је насеље у Италији у округу Л'Аквила, региону Абруцо.
Према процени из 2011. у насељу је живело 372 становника. Насеље се налази на надморској висини од 855 м.